# يوجينيا واشنطن
يوجينيا واشنطن (بالإنجليزية: Eugenia Washington)‏ (و. 1838 – 1900 م) هي مؤرخة من الولايات المتحدة الأمريكية.

## النشأة
وُلدت يوجينيا سكولاي واشنطن في 27 يونيو 1838 في مزرعة ميغويلي بالقرب من تشارلز تاون في مقاطعة جيفرسون، فيرجينيا (فيرجينيا الغربية الآن)، لويليام تمبل واشنطن (1800-1877) وزوجته مارغريت كالهون فليتشر (1805-1865).
كان جدها من أبيها جورج ستيبتو واشنطن (1771-1809) وجدتها لوسي باين واشنطن تود (1772؟ - 1846). كانت أيضًا حفيدة صموئيل واشنطن (1734-1781، الأخ الأصغر لجورج واشنطن) وزوجته آني ستيبتو، وحفيدة أخت جورج واشنطن (1732-1799).